# Grupsa

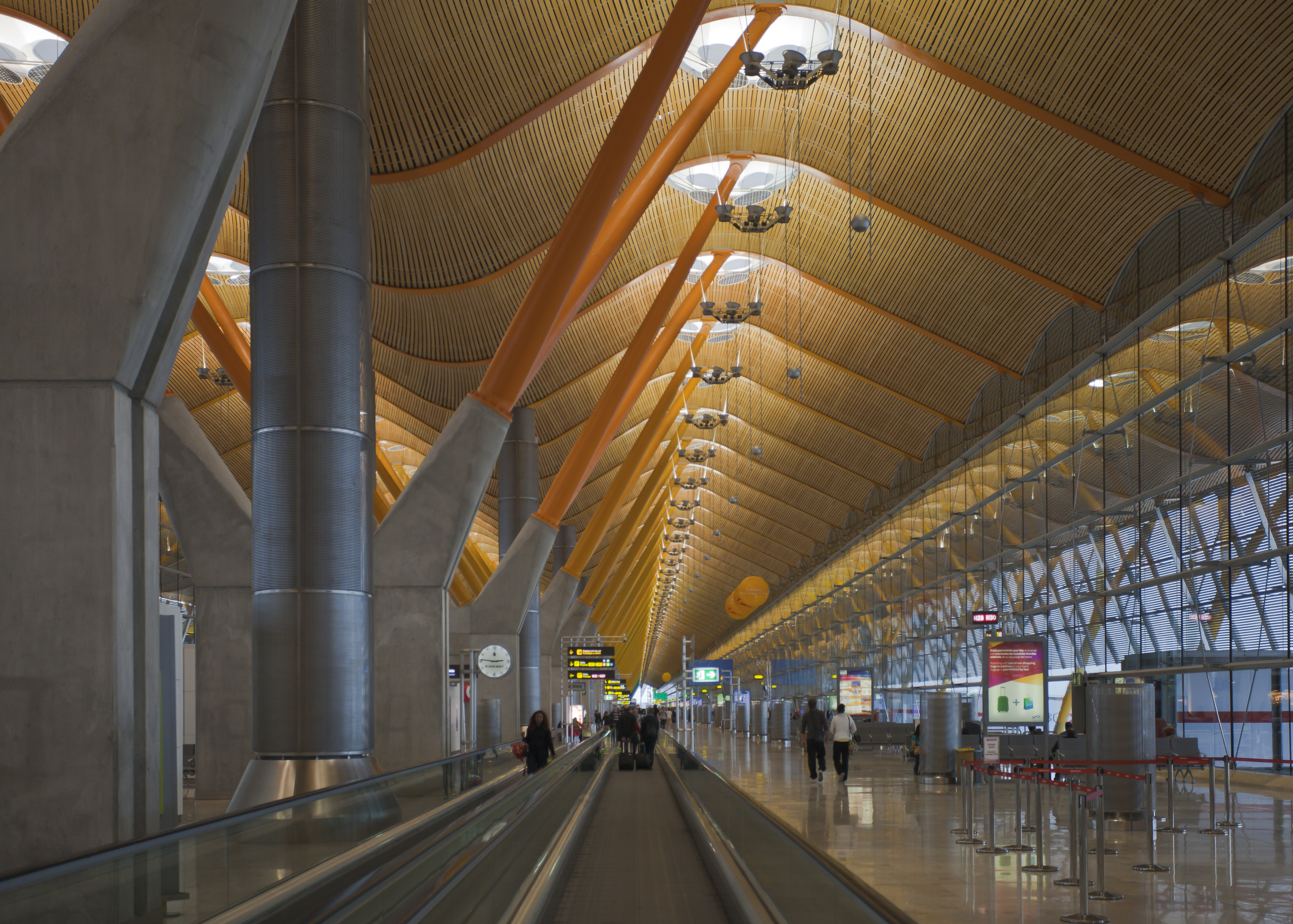
Puertas automáticas realizadas por la empresa, en el Aeropuerto Adolfo Suárez Madrid-Barajas.

GRUPSA es la marca registrada de un grupo de empresas españolas que se dedican al diseño, fabricación, instalación y mantenimiento de sistemas de puertas peatonales.

## Historia
La primera empresa familiar del grupo Grupsa se fundó en 1967. En la actualidad está formada por cuatro empresas en España, además de las filiales de Chile, Panamá y Colombia. Dispone además de una amplia red de colaboradores internacionales principalmente en América Latina, Norte de África y GCC.
Los orígenes de Grupsa se inician con la fabricación de puertas metálicas de seguridad para el sector bancario y edificios singulares. La experiencia con arquitectos y diseñadores es la base para el desarrollo de modelos de sistemas de puertas con los componentes tecnológicos de última generación.
La sede está ubicada en Griñón (Madrid) donde se encuentra la planta de producción y las oficinas de ingeniería, arquitectura y el departamento de I+D+i para todos los productos Grupsa, gestionando los test de viabilidad requeridos para el cumplimiento de las normativas europeas más exigentes.
El portfolio Grupsa cuenta con una gama de productos desarrollados y fabricados en España que incluyen sistemas de puertas automáticas correderas, sistemas de puertas automáticas giratorias, sistemas de puertas automáticas higiénicas, herméticas y para salas de radiología, todas ellas también con funcionamiento manual. Los sistemas automáticos pueden además incorporar sistemas de gestión en tiempo real, con información de los diferentes parámetros de funcionamiento.
Grupsa incorporó en la última década a su portfolio los sistemas PSD para instalación en plataformas de pasajeros en el transporte público con amplia trayectoria en el mercado de pantallas de puertas en plataforma para BRT (Bus Rapid Transit) en América Latina.

## Arquitectos

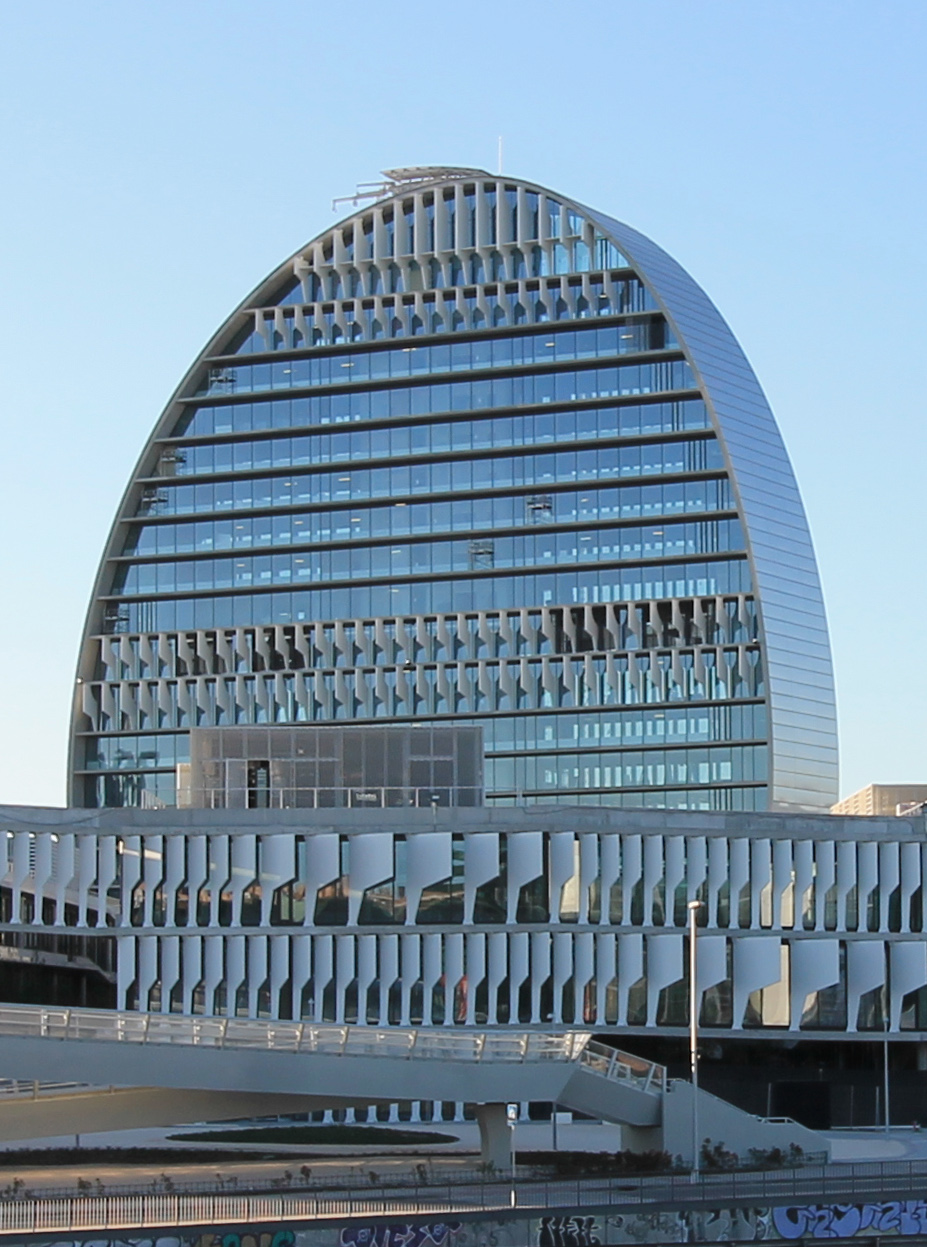
La Ciudad Financiera del BBVA incorpora su sistema de puertas automáticas.

Dentro de su desarrollo internacional, la compañía ha incorporado sus diseños en proyectos de arquitectos de prestigio en diferentes ciudades del mundo:
- Frank Ghery

- Oscar Niemeyer
- Cesar Pelli
- Antonio Moneo
- Santiago Calatrava
- Sir Norman Foster
- Richard Rogers
- Hans Hollein
- Rafael de La-Hoz Arderius
- Juan Navarro Baldeweg[4]